# 台灣海峽
24°48′40″N 119°55′42″E / 24.81111°N 119.92833°E
臺灣海峽，簡稱臺海，歐洲早期稱為「福爾摩沙海峽」，是介於歐亞大陸與台灣本島之間的海峽，因為地形崎嶇、風浪湍急的特色使水色濁黑，又俗稱「黑水溝」。
臺灣海峽自然環境複雜，水域內多有淺灘、溝谷、海島礁石；河流入海口和海灣也很多，水團和海水流系多，漁場和水產資源也很豐富。不過對人類而言，這樣的水文條件使得跨海峽開船也辛苦很多。海域內有人居住的島嶼有澎湖群島、小琉球及福建沿海數座大陸島等。其為東方海洋史上貿易路線的重要水道、以及近現代地緣政治戰略要點之一；大陆的中華人民共和國與台湾的中華民國相隔該海峽對峙，形成海峽兩岸關係。

## 形成
6亿年以前古生代晚期造山运动开始时，台湾海峡一带出现「台湾滩」，这是海峡中的最淺处，深度仅20公尺。更新世后期冰河期开始，海水退去，海平面下降130—180公尺，变成陆地，並与中國大陆相连接。大量古人类、古动物从中國大陆经过成为陆地的台湾海峡迁徙至台湾。
20世纪70年代，在台湾雲林縣北港镇的石油探勘过程发现菊石化石，这是中生代的标准化石，此一发现说明了在中生代三叠纪和侏罗纪期间，该区域主要仍为海洋环境。
台湾海峡所在位置上的板块运动持续进行着，到了1.92亿年前的中生代侏罗纪和白垩纪之间，当时的古太平洋板块下沉至地函隐没带，从而将古台湾岛推出海面，这是台湾岛与世界的初次会面，地质史上台湾称之为「南澳造山运动」（即由大南澳片岩演变为大理石），中國大陆称之为「燕山运动」。
海峡最初的形成开始于白垩纪和古新世时期，也就是在5400万年以前，台湾中部地区开始被水淹，中间成为浅海，开始成为海峡。在始新世早期的地壳运动中，台湾开始“太平运动”，中國大陆开始“茅山运动”，两岸陆地连成一片。直到第四纪更新世时期，华南地区的花岗岩被沙化，岩石中的石英和云母被冲积到台湾海峡中的低部地区，今天台湾北部和中部地区大量开采，成为新竹玻璃工业的重要原料。
自第四紀冰河時期（1800万年—6000年之间）以来，大海进入海进期，海面上升有100—130公尺，形成今日的海平面，台湾海峡开始形成。
每年强烈的颱风伴随暴雨，造成潮水位变化剧烈，对沿岸侵蚀很强烈，但因為臺灣山勢高，又時有泥沙補充，甚至是如同房屋般的大落石滾下山，行程諸如北海岸的巨礫灘景觀，而西部與南部也有珊瑚礁與藻礁生態，故持續的地形作用下，台灣海峽兩岸的「沙灘」狹小、地形崎嶇多變。

## 海峽水域與气候
臺灣海峽海流存在明顯季節變化，冬季以從北向南的沿岸流為主，夏季以由南向北的暖水以及從太平洋進入的黑潮支流為主。
台灣海峽位於東海及南海之間，是西太平洋的一部分。海域呈北東—南西走向，長約370公里，北窄南寬，北口寬約200公里，南口寬約410公里，平均寬度180公里，最窄處在台灣新竹市南寮至中國大陸福建省平潭县平潭岛之間，約126公里，以大陸架為主，其水深（岩床最大深度）為70米，總面積約8萬平方公里。
海域範圍北界為台湾新北市富貴角到中國大陸福建省平潭島，南界為台湾屏東縣鵝鑾鼻到中國大陸福建省東山島。
臺灣海峽最窄處是海峽西側的中國大陸福建平潭島與海峽東側的台灣新竹南寮之間，直線距離126（68海里）；最寬處是台灣屏東側貓鼻頭到中國大陸福建側澳角，直線距離410（250英里）。海域面積為80,000平方公里，是臺灣島近海中最大的海峽。
臺灣海峽水深各處相差很大，平均水深不足50（160英尺），海峽南部斷續分佈與中國大陸之間的一片砂質淺灘的水深最淺，小於30（98英尺）；東南部的大陸坡則水深超過1,000（3,300英尺）。
隨著臺灣海峽季风交替明显，频繁的偏北风非常强劲。每年10月至次年4月冬季以東北風为主；6－8月夏季以西南风为主，台灣海峽以風大、浪大、流速大在世界海洋上所著稱。

## 歷史人文
- 早期的臺灣海峽被歐洲稱為「福爾摩沙海峽」[18][19]，閩粵漢人則稱為「烏水溝」（也寫作『黑水溝』，因有黑潮流經），許多來自閩、粵的移民渡過臺灣海峽時，不慎發生海難，河洛與客家都有民謠《渡臺悲歌》稱偷渡烏水溝來臺者「六死三留一回頭」，意即十人當中，有六人會死在臺灣海峽，有三人會留在臺灣，而一人會不敢繼續渡過烏水溝而重回中國大陸。原因常為偷渡船艙環境險惡與超載[20]。
- 1949年6月，中华民国政府推行关闭政策，不久，两岸分治。1950年6月22日，朝鲜战争爆发后，美国海军第七舰队随即开入台湾海峡实行军事封锁，駐台美軍也時常派遣戰鬥機至海峽上空偵巡，禁止中华人民共和国籍船只航行。在关闭政策的影响下，以台湾海峡为界，中国大陆民用海运分为南北方各自通航，中华人民共和国方面必须租用外国轮船来进行外贸海运。
- 与民用船舶类似，中国人民解放军海军水面舰艇在1974年前亦从未通过台湾海峡。大陆南北调动小型舰艇——鱼雷艇时，用火车运输[21]。大型舰艇则以通过台湾岛以东，绕行太平洋的方式进行南北航行。1974年1月，西沙海战爆发，为抢时间，解放军东海舰队南下编队第一次通过台湾海峡。1990年代，中國大陆出现「西沙战事紧」的傳說，聲稱解放军海军舰队首航台湾海峡得到蒋介石默许。
- 1979年5月29日，中國大陸廣東广州远洋局“眉山”轮船长周宗标、政委徐泽煊、报务主任魏南征均增派了两三名得力助手。广州远洋副经理叶广威亲自随船担任总指挥，为了防止万一，船上基干民兵排装备了高射机枪、重机枪等一批自卫武器，不断以明语无线电呼叫，悬挂国旗经过11个小时、168海里的航行，在白天公开穿越台湾海峡，从黄埔港驶抵日本名古屋。是为，中国大陆民用货船在台湾海峡复航。随后，上海远洋“江城”轮、广州远洋“富春江”轮、“明华”轮，天津远洋“天门”轮，广州海运局“红旗121”、烟台救捞局“沪救101”、“德安”两个拖轮船队通过台湾海峡。
- 1979年6月22日，中华人民共和国交通部颁布《交通部关于我商船通行台湾海峡的暂行规定》。
- 1983年11月30日，中国大陆客轮紫罗兰号、长柳号分别从黄埔港、上海港相向开出，首航通过台湾海峡，由此开辟广州—上海客班线。是为，中国大陆民用客船在台湾海峡复航。
- 1992年，立法院通过《臺灣地區與大陸地區人民關係條例》，由此在台湾海峡海域设立针对中国大陆籍船只、民众的“臺灣地區限制或禁止水域”。
- 1996年3月8日至3月25日間，中國人民解放軍在臺灣海峽進行飛彈試射演習，对中華民國的首次總統民選造成了一定的影响，美國出動獨立號與尼米茲號兩艘航空母艦前往臺灣海峽鄰近水域警戒，協防臺灣的安全。這個引發國際關注的事件被稱為「臺灣海峽飛彈危機」。
- 2007年12月，美國小鷹號航空母艦在返回日本的途中穿越台灣海峽[22]。
- 2013年11月18日，中國人民解放軍遼寧號航空母艦首度穿越台灣海峽，這是第一次有美軍以外航母通過台海；而在2017年7月初，遼寧號前赴香港訪問及離開香港途中，第三及第四次穿越台灣海峽。
- 2018年7月7日，美国两艘军舰馬斯廷號驅逐艦及本福尔德号驱逐舰由台湾南部海域航经台湾海峡，向东北航行[23]。由于民主進步黨籍的蔡英文当选总统以来，中國人民解放軍軍機不断绕飞台湾，并进行一系列军事演习后，美国决定海军定期、但不频繁的穿越台湾海峡行动[24]。同年10月及11月，美軍先後派遣柯蒂斯·威爾伯號驅逐艦、安提頓號飛彈巡洋艦、史托戴爾號驅逐艦（英语：USS Stockdale (DDG-106)）及佩科斯號補給艦（英语：USNS Pecos (T-AO-197)）通過台灣海峽[25]。
- 2019年3月24日，美軍再次派遣柯蒂斯·威爾伯號驅逐艦及隸屬美國海岸防衛隊的巴索夫號緝私艦穿越台灣海峽[26]。同年4月，法國海軍葡月號巡防艦（英语：French frigate Vendémiaire）通過台灣海峽[27]；印度海軍的加爾各答號驅逐艦（英语：INS Kolkata）在中国人民解放军海军的协助下經台灣海峽北上青島，參與中國人民解放軍海軍成立70周年海上閱兵[28]。由於法國艦艇于4月通過台灣海峽，被以侵入领海為由不再邀请参加海上阅兵活动。
- 2019年11月17日，當時尚未正式入役的山東號航空母艦穿越台灣海峽，這是首次出現中華人民共和國國產航空母艦穿越海峽[29]。而當天恰好是民進黨公布2020年中華民國總統選舉副總統候選人的日子。而在翌月山東號入役後，再於12月26日通過台灣海峽。
- 2021年8月27日，美国第七舰队伯克级导弹驱逐舰纪德号与美国海岸防卫队传奇级国安巡防舰穆洛号通过台湾海峡，这是拜登总统任期内美国军舰第8次通过台湾海峡，也是首次美国海军和海岸防卫队舰艇同时通过台湾海峡。第七舰队表示，双舰合法通过台湾海峡，体现了美国对自由开放印太地区的承诺。[30]
- 2022年8月27日，美國海軍第七艦隊派遣安提頓號飛彈巡洋艦與錢斯勒斯維爾號飛彈巡洋艦例行性通過台灣海峽，第七艦隊於新聞稿中稱呼台灣海峽適用於公海的航行自由。此前於7月19日的航行則稱臺灣海峽為“international waters”（國際水域），美國政府的文件定義國際水域為適用於「公海自由原則」，船隻能自由通行的水域。[31][32][33][34]
- 至2022年时，各国及两岸政府对于台湾海峡是否属于國際水域的争议，已衍生出臺灣海峽內海化、台湾海峡国际化两个术语[35]。
- 2024年9月13日，德國睽違22年，再次有軍艦（巴登-符騰堡級巡防艦巴登符騰堡號、柏林級補給艦法蘭克福號）穿越臺灣海峽，德國總理奧拉夫·蕭茲、德國國防部長鮑里斯·皮斯托里烏斯稱臺海是國際水域，並稱基於天氣因素決定此計畫，完全符合國際法。[36][37][38]
- 2024年10月20日，美国军舰和加拿大军舰同时通过台湾海峡。[39]
- 2025年2月10日至12日，美国约翰逊号驱逐舰和鲍迪奇号海洋测量船通过台湾海峡，这是特朗普第二个总统任期内美国军舰首次通过台湾海峡。[40]

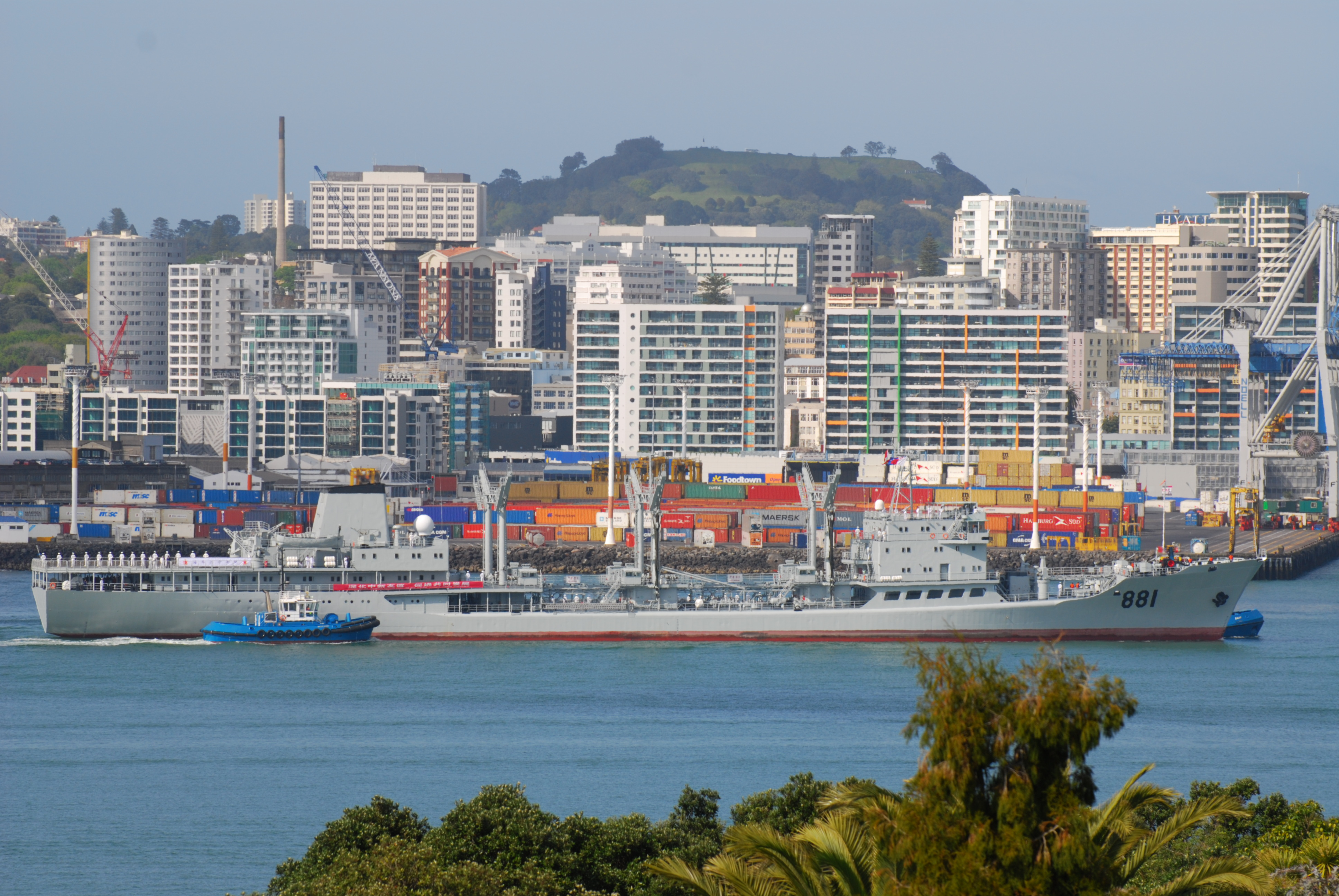
福州市
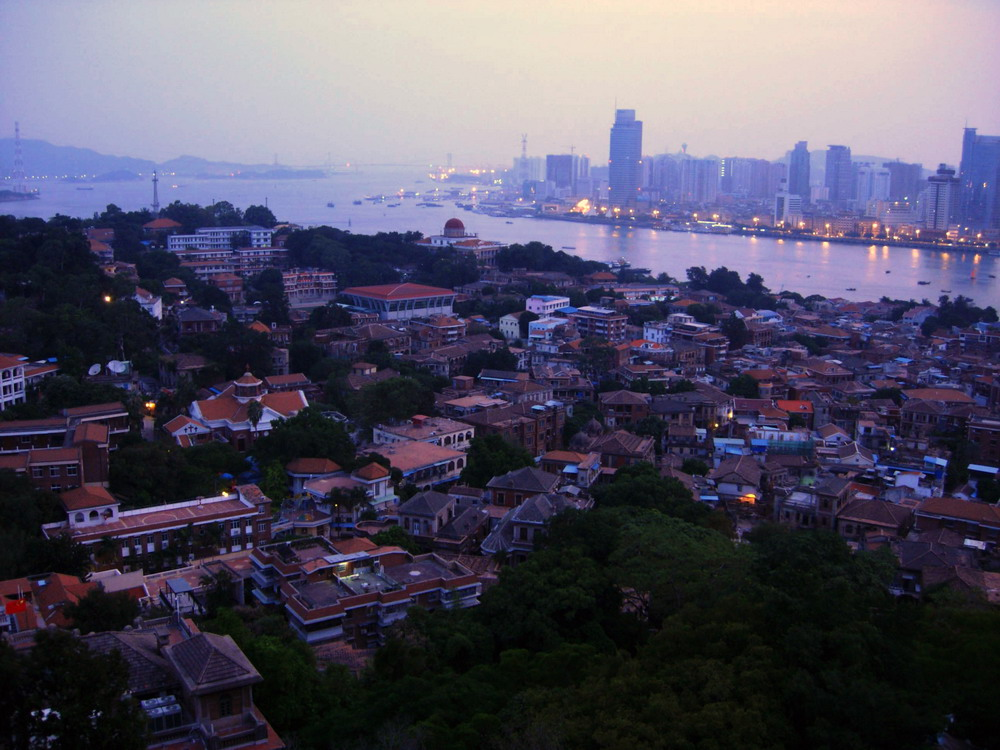
廈門市
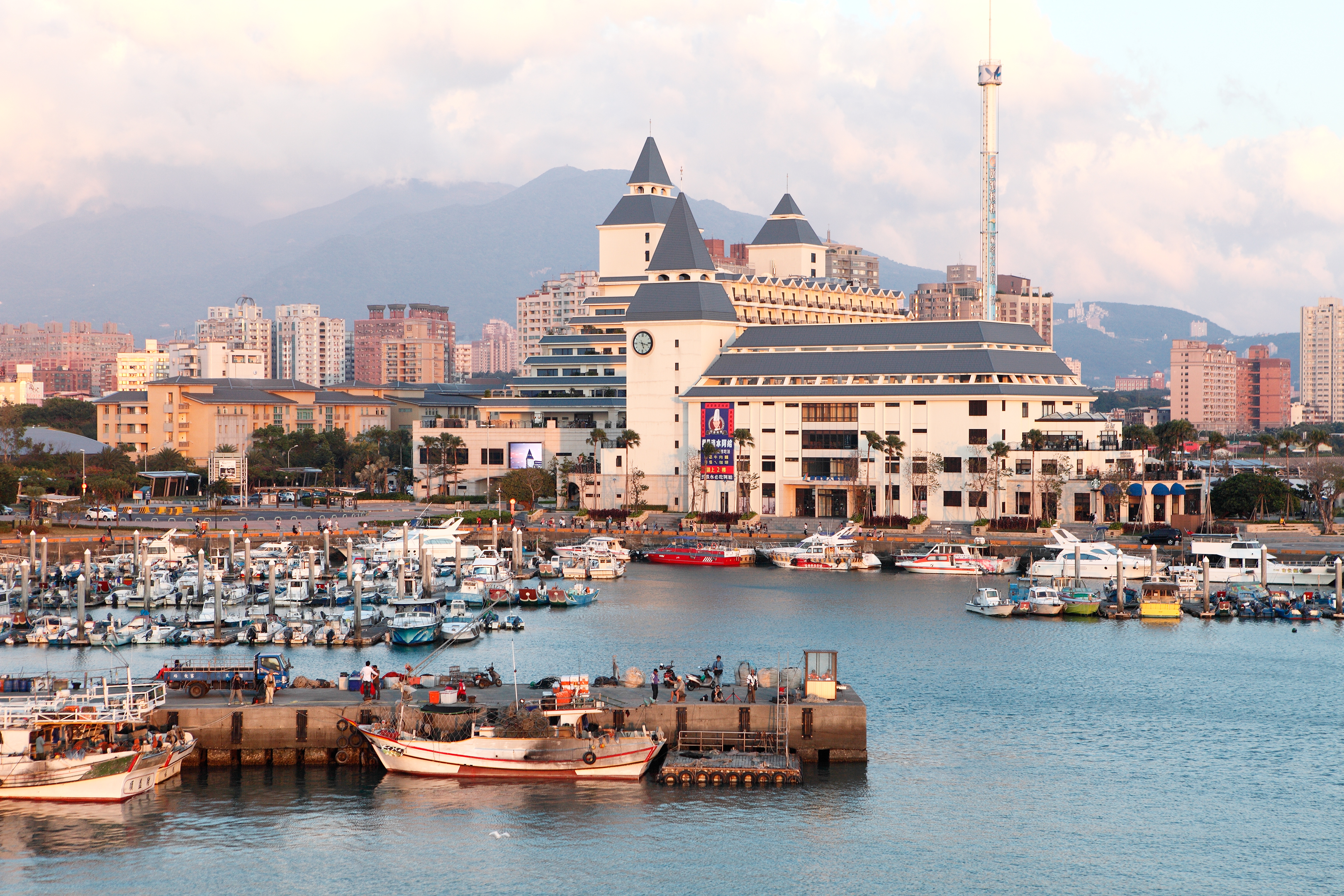
新北市
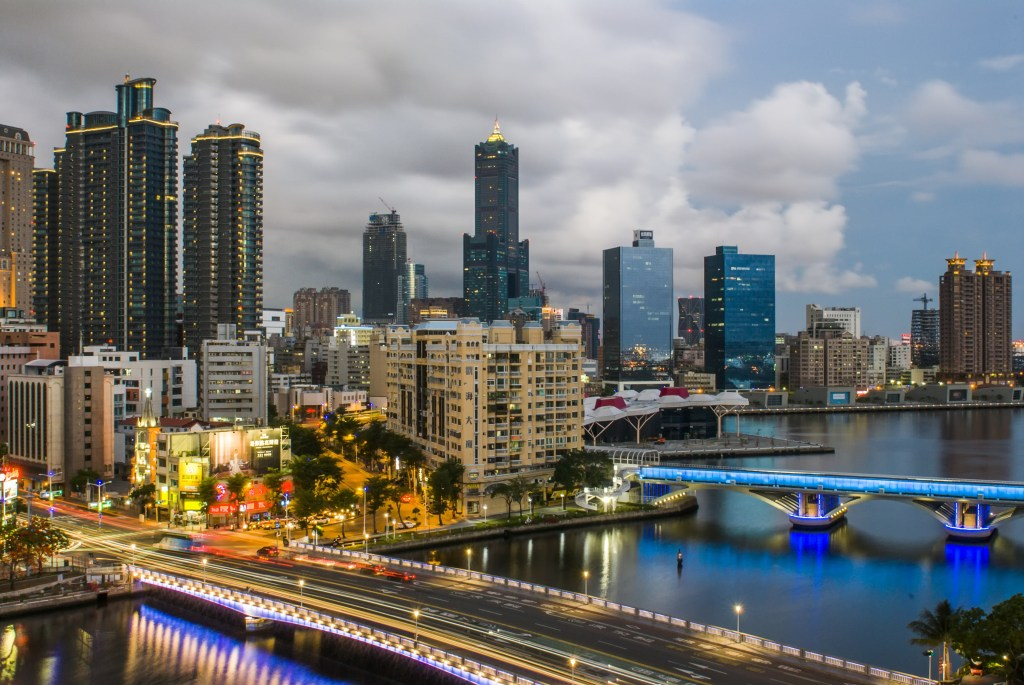
高雄市

## 與其他海域的地緣政治關係

### 印太地區
臺灣海峽位於歐亞大陸及太平洋之間，連結南海及東海，在第二次世界大戰戰後被視為美國監視中國大陸東南沿海活動的窗口，或中國人民解放軍打破第一島链進入太平洋的據點。两岸分治后，中華民國凭借军事优势，推行关闭政策，得以封锁台湾海峡三十年，將解放軍海軍一分為二。随着中华人民共和国军事力量的增长和政治局势的变化，1974年1月，中国人民解放军海军第一次穿越台湾海峡，驰援西沙海战战场。中國大陸民用货船于1979年在台湾海峡复航。此后，台湾海峡中形成一条无形界线——海峽中線。
美國第七艦隊進入臺灣海峽的歷史說明臺灣海峽的重要地緣政治意義。1996年，中華民國舉行首次總統民選，中國人民解放軍對臺灣的基隆、高雄外海發射短程彈道飛彈，史称臺湾海峡导弹危机。往後，中華民國每屆總統大選前後，美國為防止中国大陸方面武力干涉中華民國選舉，會在每屆中華民國總統選舉到就職典禮那一段期間，常態性巡弋臺灣海峽。

### 與東南亞
臺灣海峽位於東海及南海之間，在海洋史（特別是東亞貿易）、國際關係、地緣政治研究中，台湾海峡经常和霍尔木兹海峡及麻六甲海峽等比较研究，以探讨海峡区域的自然、人文发展。
臺灣海峽位於東海及南海的海域交通要道，是明清時期闽海（平話字：Mìng-hāi）武装海商集团：如李旦、郑芝龙、林道乾、林鳳等的活動區域之一，其中台湾海峡更成為郑芝龙及其後繼的明鄭舰队的“内湖”。郑芝龙以華南、臺灣及日本等地為活躍舞臺，經營日本平戶島、長崎、馬尼拉和華南及東南亞華人移民據點形成主要的商業航道為其主要經濟命脈，台灣海峽亦為武裝海商集團活動及征戰的主要海域。。
三條主要運油航線都包含马六甲海峡及台湾海峡，學者杨晓辉認為這兩個海峡成為中国大陸石油战略的两个“敏感区”，比如以往90%以上的中國大陸进口石油曾經通过海上运输，儘管近年來隨著新能源成熟與經濟趨緩，進口比例已逐年下降至72%，而隨著抗風險佈局與俄油強力競爭，中東仍佔其中的60％左右，雖然台海在世界上海運貿易佔比約五分之一，還離南海兵家必爭之地（佔比超30%）的地位尚有點距離，珠江經濟圈進口石油亦不受台海之影響，但無論如何台海航線即使並非名列前茅，對中國的國家戰略而言依然算是非常重要之一。